# Хемсворт, Люк
Люк Хемсворт (англ. Luke Hemsworth; род. 5 ноября 1980, Мельбурн) — австралийский актёр кино и телевидения.

## Биография
Родился 5 ноября 1980 года в Мельбурне, Австралия, в семье учительницы английского языка Леони и консультанта по социальным услугам Крейга. У Люка есть два младших брата — Крис (род. 1983) и Лиам (род. 1990), которые также работают актёрами. В 1998 году семья Хемсвортов переехала из Мельбурна на остров Филлип.
Люк дебютировал на телевидении в 2001 году с ролью в сериале «Соседи». В 2014 году снялся в фильме «Убей меня трижды».
С 2016 года снимается в телесериале «Мир Дикого запада». В 2017 году за роль в нём был номинирован на премию «Гильдии киноактёров США» в категории «Лучший актёрский состав в драматическом сериале». В том же году исполнил главную роль в вестерне Тимоти Вудворта «Хикок».
В 2020 году сыграл в фильме «С днём смерти».
Снимался в фильмах «Тор: Рагнарёк» и «Тор: Любовь и гром», в которых исполнил роль актёра, играющего Тора в театральной постановке, при том, что самого Тора играл его младший брат Крис.

## Личная жизнь
С 2007 года Люк женат на Саманте, у пары три дочери: Холли (род. 2008), Элла (род. 2010), Харпер Роуз (род. 2012).

## Фильмография
| Год       |   | Русское название                           | Оригинальное название                         | Роль                                          |
| --------- | - | ------------------------------------------ | --------------------------------------------- | --------------------------------------------- |
| 2001—2008 | с | Соседи                                     | Neighbours                                    | Натан Тайсон / Джон Картер                    |
| 2003      | с | Конный клуб                                | The Saddle Club                               | Саймон                                        |
| 2004      | с | Голубые хилеры                             | Blue Heelers                                  | Глен Питерс                                   |
| 2005      | с | Последний герой                            | Last Man Standing                             | Шеннон Гезель                                 |
| 2005      | с | Все святые                                 | All Saints                                    | Бен Симпсон                                   |
| 2007      | с | Наслаждение                                | Satisfaction                                  | Пол «Мясник»                                  |
| 2008      | с | Принцесса слонов                           | The Elephant Princess                         | дядя Гарри                                    |
| 2009      | с | Карла Каметти                              | Carla Cametti PD                              | электрик                                      |
| 2009      | с | Путаница                                   | Tangle                                        | Джон                                          |
| 2011      | с | Проект Базура                              | The Bazura Project                            | злодей                                        |
| 2012      | с | Байкеры: Братья по оружию                  | Bikie Wars: Brothers in Arms                  | «Тень»                                        |
| 2012      | с | Победители и проигравшие                   | Winners & Losers                              | Джексон Нортон                                |
| 2014      | ф | Аномалия                                   | The Anomaly                                   | агент Ричард Элкин / Аномалия №13             |
| 2014      | ф | Расплата                                   | The Reckoning                                 | детектив Джейсон Пирсон                       |
| 2014      | ф | Убей меня трижды                           | Kill Me Three Times                           | Дилан Смит                                    |
| 2015      | ф | Бесконечность                              | Infini                                        | Чарли Кент                                    |
| 2016      | ф | Дитя Осириса: Научная фантастика, выпуск 1 | Science Fiction Volume One: The Osiris C5hild | Трэвик                                        |
| 2016—2022 | с | Мир Дикого запада                          | Westworld                                     | Эшли Стаббс                                   |
| 2017      | ф | Хикок                                      | Hickok                                        | Дикий Билл Хикок                              |
| 2017      | ф | Тор: Рагнарёк                              | Thor: Ragnarok                                | актёр, играющий Тора в театральной постановке |
| 2018      | ф | Плывущие по течению                        | We Are Boats                                  | Лукас                                         |
| 2018      | ф | Красная река                               | River Runs Red                                | Вон                                           |
| 2018      | ф | Контакт                                    | Encounter                                     | Уилл Доукинз                                  |
| 2019      | ф | Крипто                                     | Crypto                                        | Калеб                                         |
| 2020      | ф | С днём смерти                              | Death of Me                                   | Нил                                           |
| 2021      | с | Молодой Скала                              | Young Rock                                    | тренер Эриксон                                |
| 2022      | ф | Тор: Любовь и гром                         | Thor: Love and Thunder                        | актёр, играющий Тора в театральной постановке |
| 2022      | ф |                                            | Bosch & Rockit                                | Бош                                           |
| 2022      | ф |                                            | Recoil                                        | Далтон Шульц                                  |
| 2024      | ф | Территория зла                             | Land of Bad                                   | сержант Абель                                 |
| 2026      | ф | Зверь во мне (постпроизводство)            | Beast in Me                                   |                                               |